# Francis Spellman
Francis Joseph Spellman (Whitman, Massachusetts, 4 de mayo de 1889-Nueva York, 2 de diciembre de 1967) fue un cardenal católico estadounidense. Obispo auxiliar de la Arquidiócesis de Boston (1932-1939), sexto arzobispo de Nueva York (1939-1967) y vicario apostólico de las Fuerzas Armadas de los Estados Unidos. Fue nombrado cardenal en 1946. Apoyó la intervención norteamericana en Vietnam y se opuso a la reforma de la Iglesia. Por su habilidad financiera es conocido como  "El Cardenal Monedero" (Cardinal Moneybags).

## Biografía

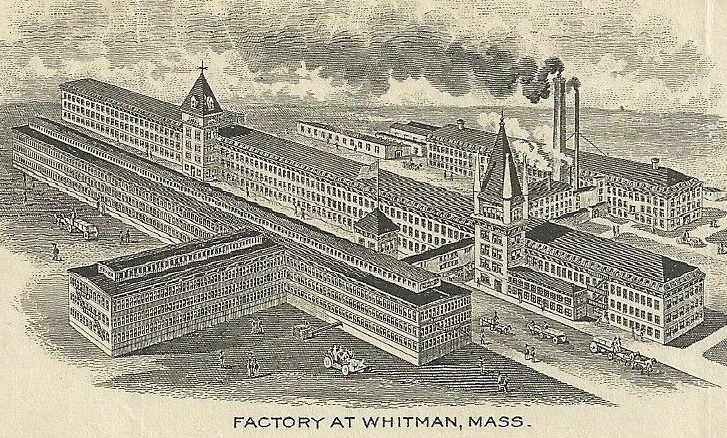
Fábrica de calzado y Cuero de Whitman en 1911.

Nacido en Whitman, Massachusetts, hijo primogénito del matrimonio formado por William y Ellen (de soltera Conway) Spellman, emigrantes irlandeses procedentes de Clonmel y Leighlinbridge. Francis tuvo dos hermanos, Martín y Juan, y dos hermanas, Marian y Helene. Su padre (1858-1957) trabajó en la fabricación del calzado para más tarde abrir una tienda de comestibles. Sirvió como monaguillo en la iglesia del Espíritu Santo. Muy apegado a su madre, tuvo una relación difícil con su estricto padre.
Realiza sus primeros estudios en Whitman donde practica fotografía y béisbol, siendo primera base durante su primer año de escuela secundaria hasta que una lesión en la mano lo obligó a dejar de jugar para más tarde dirigir el equipo.
En 1907, tras su graduación, ingresa en la Universidad de Fordham en Nueva York. En 1911, concluidos sus estudios, siente vocación religiosa siendo enviado a Roma por el arzobispo William Henry O'Connell para estudiar en el Pontificio Colegio Norteamericano, un seminario católico.
Durante su estancia romana conoce a Gaetano Bisleti, Francesco Borgongini Duca y Domenico Tardini.
Como padece neumonía, por su estado de salud, la administración del seminario plantea enviarlo de regreso a casa. No sucedió así, pudiendo concluir sus estudios de teología.

## Sacerdocio

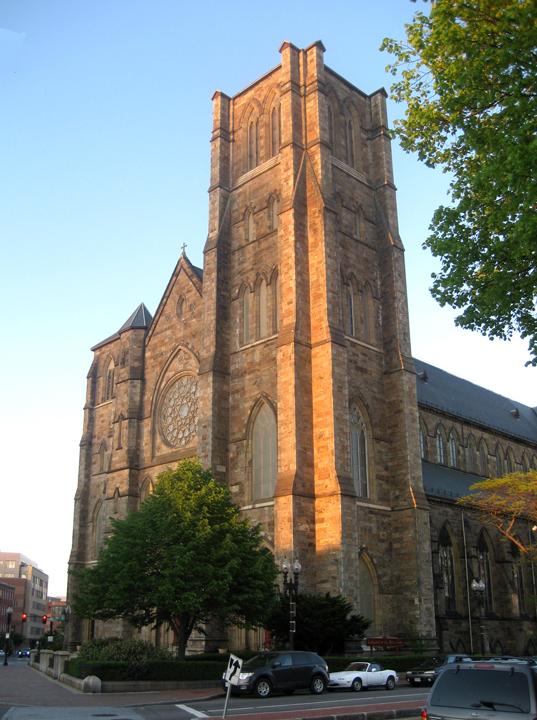
Catedral de Boston, Cathedral of the Holy Cross.

El 14 de mayo de 1916 fue ordenado por el patriarca latino de Constantinopla  José Ceppetelli.
Regresa a Estados Unidos donde realiza su trabajo pastoral en la Arquidiócesis de Boston. El cardenal O'Connell, pese a haberle enviado a Roma, muestra aversión hacia el joven sacerdote, destinándole al Hogar de San Clemente (St. Clement's Home), una institución para las mujeres de edad, donde sirvió como capellán. Más tarde ejerce como párroco en el All Saints Church de Roxbury, antiguo municipio anexionado a Boston en 1868.
Tras la entrada en la Primera Guerra Mundial de Estados Unidos en 1917, Spellman quiere convertirse en capellán militar, no consiguiéndolo por no cumplir con el requisito de talla. Vuelve a solicitarlo en la Marina, siendo rechazado personalmente en dos ocasiones, por el Secretario Franklin D. Roosevelt.
Fracasado en esta misión, O'Connell le encarga la tarea de promover las suscripciones para el periódico de la Arquidiócesis, The Pilot.
Asistente del canciller en 1918 y archivero de la Arquidiócesis después . Traduce al inglés dos libros escritos por su amigo Borgongini Duca. En 1925 fue el primer agregado de América a la Secretaría de Estado de la Santa Sede. Colabora con los Caballeros de Colón en la gestión de zonas de juegos infantiles. 
El 4 de octubre de 1926 el papa Pío XI le nombra Monseñor.
En 1927 viaja a Alemania donde conoce al arzobispo Eugenio Pacelli, entonces Nuncio Apostólico, con quien entabla una duradera amistad.
En 1930 acompaña a Pacelli en su visita a sor Pascualina Lehnert, convaleciente en el sanatorio Stella Maris, de la congregación de la Cruz,
donde la monja había tratado una grave enfermedad del entonces Nuncio en Baviera:

"...fornido monseñor norteamericano, Francis Spellman,que había transformado desde varios años atrás la anticuada oficina de prensa pontificia y gozaba de excelentísimas relaciones con todo el Vaticano y los más altos medios de la política y la finanza de su país. En las alturas romanas se le consideraba como una especie de Rey Mago desde que decidió que uno de sus amigos, el millonario católico Brady, regalara un suntuoso Chrysler al cardenal Enrico Gasparri. (Quería regalar otro a Pacelli, que no aceptó)...
Ricardo de la Cierva, página 379.

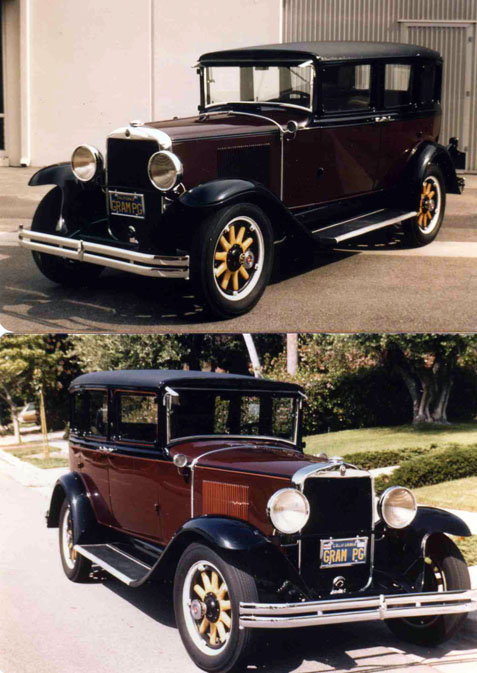
Graham-Paige 612

Desde aquellas vacaciones Pacelli, Spellman y sor Pascualina formaron un trío inseparable. Pacelli comentó a los dos las actividades del economista e ingeniero Bernardino Nogara,  financiero del papa. Spellman asume el saneamiento financiero tanto del Vaticano como de las más importantes diócesis norteamericanas, consiguiendo su objetivo y obteniendo de sus amigos de Norteamérica el regalo de un tren privado y de tres automóviles modelo Graham Paige 835 para Pío XI.

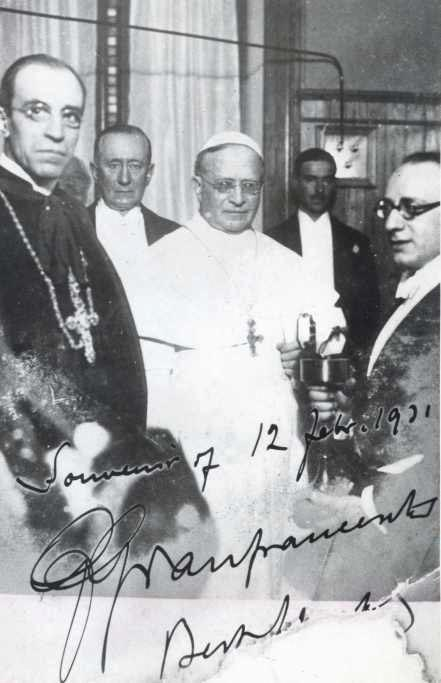
Pío XI y Eugenio Pacelli en la inauguración de Radio Vaticano, al fondo Guillermo Marconi, 1931

Durante su estancia en Roma se hizo cargo de la oficina de prensa de la Santa Sede, introduciendo el mimeógrafo, instrumento empleado para emitir comunicados de prensa. En 1931 tradujo la primera emisión de Pío XI transmitida por Radio Vaticano. Este año, más tarde, fue acusado de contrabando al introducir en París, donde la entregó a la prensa, la Carta encíclica del papa Pío XI sobre el fascismo y la Acción Católica, publicada el 29 de junio de 1931 y titulada Non abbiamo bisogno. Por este motivo fue objeto de ataques personales por parte de la prensa fascista.
En 1932 colabora como secretario del Cardenal Lorenzo Lauri, Legado apostólico del Congreso Eucarístico Internacional celebrado en Dublín.

## Obispo Auxiliar de Boston
Propuesto para las diócesis de Portland en Maine, y Manchester en Nuevo Hampshire, el 30 de julio de 1932 fue nombrado por el papa Pío XI obispo auxiliar de Boston y Obispo titular de Sila en Numidia.
Recibió su consagración en la Basílica de San Pedro el 8 de septiembre de manos de Pacelli concelebrando los arzobispos Giuseppe Pizzardo y Francesco Borgongini Duca. Fue el primer obispo estadounidense consagrado en San Pedro.
En su escudo de armas adopta las tres carabelas de Cristóbal Colón: la Pinta, la Niña, y la Santa María.
Las representado por detrás, saliendo el Viejo Mundo, teniendo al frente su llegada al Nuevo Mundo.
Al presentar este boceto al papa Pío XI, este le transmite su entusiasmo con las palabras sequere Deum, lo que significa "seguir a Dios".
Emocionado incorpora esta frase a su lema episcopal.
Tras su regreso a Norteamérica fija su residencia en el Saint John's Seminary de Brighton, antiguo municipio anexionado en 1874 a Boston en Massachusetts.
Ejerce como párroco en la iglesia del Sagrado Corazón en el barrio de Newton Centre, principal centro comercial de Boston, consiguiendo recaudar los 43 000 dólares correspondientes a las deudas contraídas por la parroquia.
En 1935 fallece su madre. Acuden a su funeral el gobernador James Michael Curley, el vicegobernador Joseph Hurley, y muchos miembros del clero, con la excepción de O'Connell.

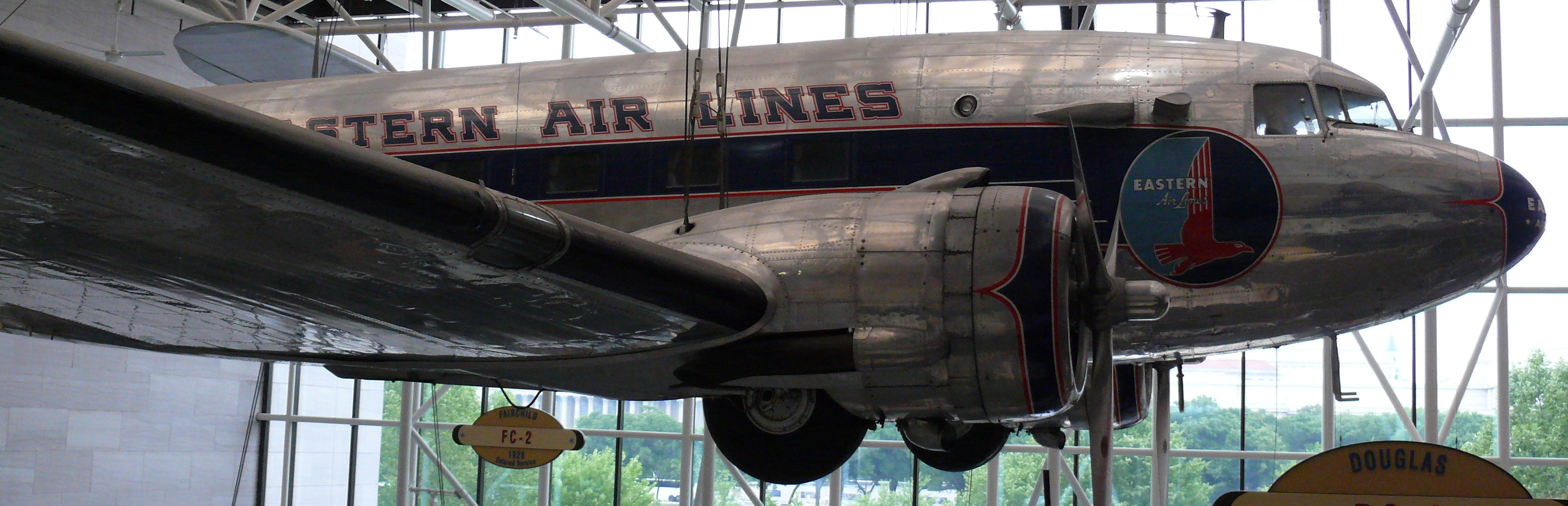
Aeroplano Douglas DC-3.

En junio de 1936 las encuestas negaban la posibilidad de reelección al presidente Roosevelt, gran parte a causa de los ataques del sacerdote católico Charles Coughlin transmitidos por la radio de Detroit.
Spellman Llega a un acuerdo con Joseph P. Kennedy para financiar la visita de Pacelli, que zarpó de Italia con un gran séquito. Poco después de su llegada, Pacelli silenciaba Coughlin.
Utilizando un avión Douglas DC-3 contratado por Kennedy, Spellman y Pacelli realizan su visita pastoral a la población católica norteamericana. Debido en parte al conocido como efecto de Pacelli, Franklin D. Roosevelt consigue en noviembre de 1936 remontar en las encuestas.

"...en noviembre de 1936 viajó Pacelli a Estados Unidos para apaciguar la cruzada anti-Roosevelt que había desencadenado el predicador fundamentalista Charles Coughlin contra el Presidente, que vio en peligro su reelección. Pacelli acompañado por monseñor Spellman -obispo auxiliar de Boston desde 1932- y por sor Pascualina recorrió muchas ciudades de los Estados Unidos, impuso silencio al padre Coughlin por motivos de alta política vaticana, visitó al Presidente Roosevelt -que muy pronto resultó reelegido- y dejó firmemente establecida una relación de amistad entre el Vaticano y la Casa Blanca justo cuando se preparaba la condena romana contra el nazismo y el comunismo..."
De la Cierva, página 380.

A juicio del periodista de investigación Paul Murphy, en esta visita Pacelli, quizás influenciado por Spellman, inicia su giro democrático. El cardenal era entonces considerado como el casi seguro sucesor del papa Pío XI.
Al día siguiente de la victoria electoral acude Rose Kennedy a casa de Roosevelt en Hyde Park para solicitar como recompensa el nombramiento de su marido como embajador en Londres.
Pacelli solicita el nombramiento de un embajador estadounidense ante la Santa Sede, pero Roosevelt solo autoriza enviado personal.
Por esta gestión obtiene la confianza de aquel hombre que en 1917 le impidió convertirse en capellán de la marina americana.

## Arzobispo de Nueva York

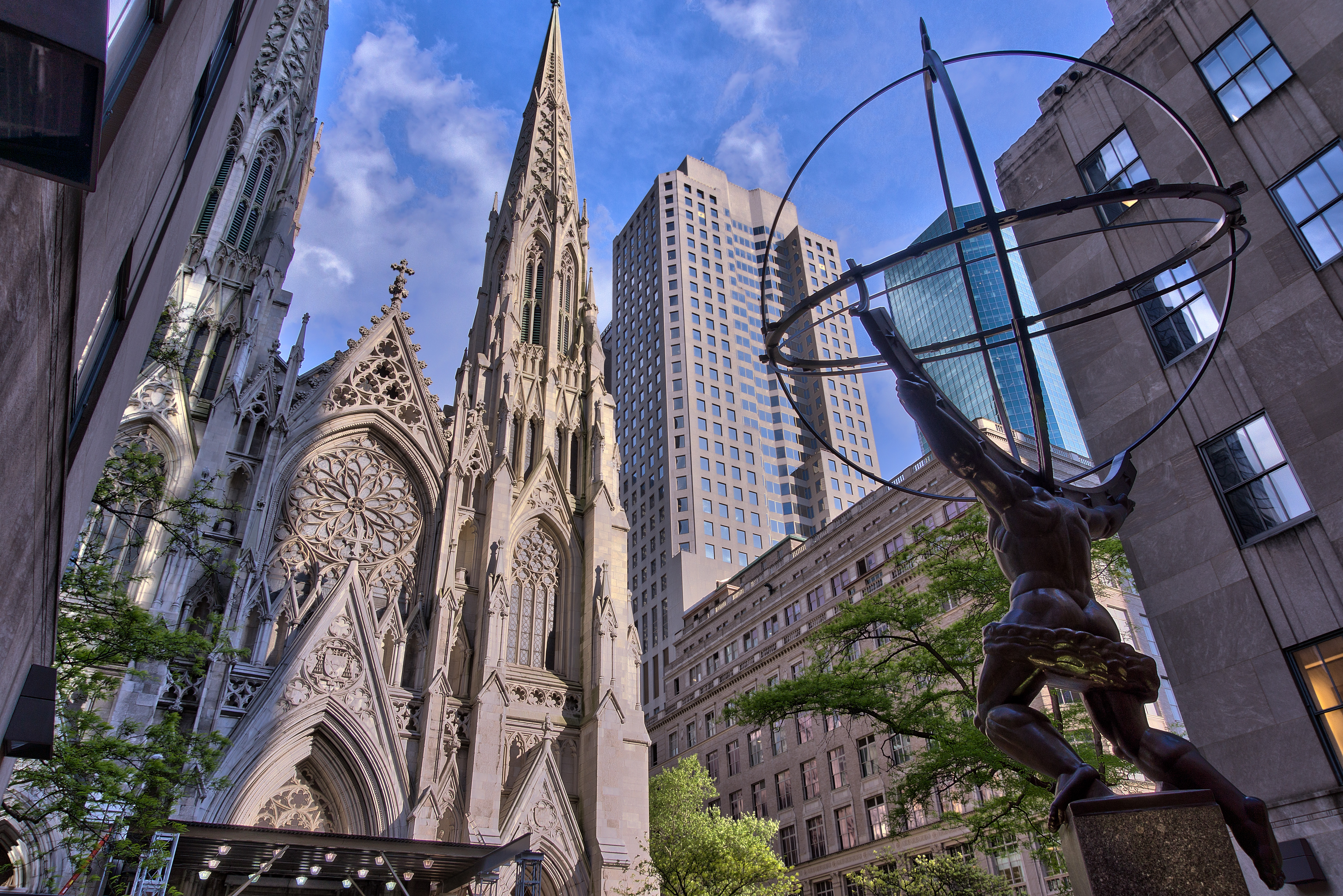
Catedral de Nueva York.

Tras el fallecimiento del papa Pío XI, Pacelli fue elegido con el nombre de Pío XII. El 15 de abril de 1939, en uno de sus primeros actos de pontificado, el nuevo pontífice nombra a Spellman arzobispo de Nueva York.
Sucede al cardenal Patrick Joseph Hayes, que había dejado casi en bancarrota gracias a su pródiga caridad, instalándose formalmente como arzobispo el 23 de mayo.
El 11 de diciembre de 1939 fue nombrado vicario apostólico de las Fuerzas Armadas de los Estados Unidos, cargo que simultanea con el de arzobispo de Nueva York. Por este cargó acompañó durante las Navidades alas tropas estadounidenses en Japón, Corea y Europa.
Tras su ascenso a Nueva York se convirtió en asesor del presidente Roosevelt.
Durante su permanencia en Nueva York ejerce una influencia considerable, tanto en asuntos religiosos como políticos, hasta el punto de que su residencia recibiera el apodo de "the Powerhouse".
Recibe a personajes destacados como Joseph P. Kennedy, Bernard Baruch, David I. Walsh, John William McCormack, así como a numerosos otros políticos, artistas, y clérigos.
En 1945, con objeto de recaudar de fondos para organizaciones católicas, instituyó la Alfred E. Smith Memorial Foundation Dinner, cita anual a la que asisten figuras nacionales prominentes, incluyendo los candidatos presidenciales.
Al Smith fue el primer candidato presidencial católico.
Recabó para el papa ayuda económica de los Caballeros de Colón, que entregó personalmente en Roma, su condición arzobispo jefe de los capellanes castrenses, con grado de general de cuatro estrellas, le permitía viajar por todo el mundo en misiones tanto religiosas como políticas.
Contribuyó a mantener en Estados Unidos un grupo de opinión favorable al general Francisco Franco.
En 1946, "en reconocimiento a las contribuciones excepcionales a la ciudad de Nueva York" recibe la Medalla de Oro de la ciudad otorgada por la The Hundred Year Association of New York.
Fue retratado en dos ocasiones, 1940 y 1941, por el artista católico estadounidense nacido en Suiza Adolfo Müller-Ury.

### Segunda Guerra Mundial
A finales de 1942 Spellman, con silencio permisivo de un papa que ya estaba convencido de la victoria alidada, va a complicarse en una insólita aventura.
Por sugerencia de la monja Pascalina Lehnert, el pontífice encarga a Spellman que solicite personalmente al presidente Roosevelt un informe sobre las atrocidades cometidas por los nazis contra los judíos. Al cabo de una semana lo consigue comunicando al papa su contenido telefónicamente.
Aconseja a monseñor Alberto di Jorio transferir a bancos norteamericanos los principales activos de la Santa Sede, apostando por la victoria aliada dos años antes de la entrada en guerra de la potencia norteamericana.
Spellman consigue del Vaticano una serie de títulos pontificios para sus benefactores: 

"...El arzobispo formó un consejo financiero diocesano con primeras figuras de la Banca y los negocios y recurrió a un original método, basado en la insaciable vanidad nobiliaria de los norteamericanos, que constitucionalmente no pueden ostentar ejecutorias ni títulos de nobleza pero sí aceptar, como católicos, distinciones pontificias; abrió una sección de la Soberana Orden de Malta, que es de derecho pontificio, y admitió el ingreso de caballeros de Honor y Devoción y sobre todo de Gracia Magistral, e incluso Damas de la Orden, de quienes contribuyesen con generosas sumas..."
De la Cierva, página 391

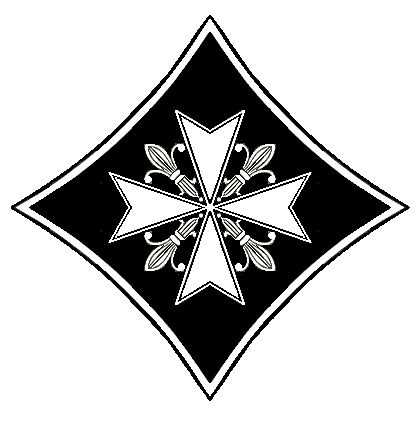
Caballero de Obediencia (Knight of Obedience) de la Soberana Orden de Malta.

En 1943, durante la Segunda Guerra Mundial, Roosevelt le envía como agente suyo a visitar Europa, África y Oriente Medio. En cuatro meses recorre un total de 16 países.
Como arzobispo y vicario militar goza de una mayor libertad que los diplomáticos oficiales.
Actuó como enlace entre el papa Pío XII y Roosevelt respaldando los intentos del Papa para declarar Roma ciudad abierta, con el fin de salvar la ciudad de los bombardeos que sufrieron otras capitales europeas, salvaguardando sitios y ruinas históricas de Roma, así como la Ciudad del Vaticano.
El presidente Roosevelt, sabedor del papel que desempañaba la mafia siciliana  controlando los muelles de la costa Este y de como su líder, el gánster Frank Costello era devoto católico, encarga a Spellman que soliciite la colaboración de Costelo para descubrir a los espías alemanes que informaban a Hitler. Spellman voló a Roma para solicitar permiso al papa.
Spellman se reunión en secreto con Costello quien acepta la misión, encargando la misión a su lugarteniente Lucky Luciano, quien la realiza con éxito.
Luciano recibió un segundo encargo, asegurar la colaboración de la mafia siciliana en el desembarco aliado de 1943, conocido como Operación Husky.

## Cardenal

Escudo de Armas del cardenal Spellman

En el consistorio celebrado el 18 de febrero de 1946 fue nombrado cardenal por el papa Pío XII, siendo titular como cardenal-presbíterio de la basílica de San Juan y San Pablo, situada en la Colina de Celio, la misma que de la que fue titular Pacelli antes de su elección al pontificado. A su regreso del consistorio llega al aeropuerto de Barajas acompañado por varios cardenales españoles y portugueses, recibiendo un ferviente homenaje del pueblo de Madrid.
Partidario de Joseph McCarthy, anticomunista convencido, considera el comunismo incompatible con la forma de vida americana y que "la primera lealtad de todos los estadounidenses es vigilante para eliminar y contrarrestar el comunismo y convertir a los comunistas estadounidenses al americanismo".
En 1949, recluta como esquiroles seminaristas del St. Joseph's Seminary para acabar con la huelga de sepultureros del Calvary Cemetery de Queens, huelga por él considerada fruto de la agitación comunista. Describió la actuación de los sepultureros como "injustificada e inmoral de huelga contra los inocentes muertos y sus familias de las víctimas, en contra de su religión y la decencia humana".
La huelga fue apoyada por la activista religiosa Dorothy Day, fundadora en 1933 del Movimiento del Trabajador Católico, y por Ernest Hemingway, que escribió una mordaz carta a Spelman.
Defendió las 1953 investigaciones del senador Joseph McCarthy acerca de comunistas subversivos patrocinadas por el gobierno federal, posicionándose públicamente en abril de 1954 contra los métodos comunistas.
Denunció la iniciativa del congresista Graham Arthur Barden para proporcionar financiación federal solo a las escuelas públicas como "una cruzada cobarde de prejuicio religioso contra los niños católicos", llegando a calificar a Barden como "apóstol de la intolerancia".
En 1949 también polemiza con la ex primera dama Eleanor Roosevelt cuando expresó en su columna del periódico My Day su oposición a proporcionar fondos federales para financiar las escuelas parroquiales.
En su réplica la acusa de anticatolicismo denunciando su discriminación como indigna de una madre americana.
Se reunió con ella en su casa de Hyde Park para continuar el debate.
Frecuentemente critica aquellas películas cuyo contenido considera inmoral o indecente. Así, por ejemplo, considera la película titulada Two-Faced Woman, dirigida por George Cukor, como "una ocasión de pecado ... peligroso para la moral pública." Considera Baby Doll como "repugnante" y "moralmente repelente". También condena al productor William Perlberg por negarse a corregir el contenido de la película titulada  Forever Amber. 
En 1951 asigna a Ivan Illich la parroquia de Puerto Rico en Washington Heights, Manhattan.
Apoya la candidatura de William Brennan a la Corte Suprema, nombrado en 1956, aunque más tarde se arrepentiría de esta decisión. El Juez asociado de la Corte Suprema William O. Douglas
considera que la actuación del cardenal Spellman la hace sentir deshonrado su ideal americano.
Asiste en Barcelona al XXXV Congreso Eucarístico Internacional (27 de mayo a 1 de junio de 1952)
Celebra las navidades de 1952 en Taipéi, capital de la República de China, procedente de Corea donde había visitado a las tropas en desempeño de su misión como vicario apostólico de las Fuerzas Armadas de los Estados Unidos.
En 1958 participa como elector en el cónclave donde fue elegido papa San Juan XXIII, de cuya elección no recibe con entusiasmo. 
En 1959 fue nombrado delegado pontificio para el Congreso Eucarístico Internacional a celebrar en Múnich. Durante su viaje a Guatemala, se detuvo en Nicaragua y, en contra de las órdenes del papa, apareció públicamente con el dictador Anastasio Somoza García.

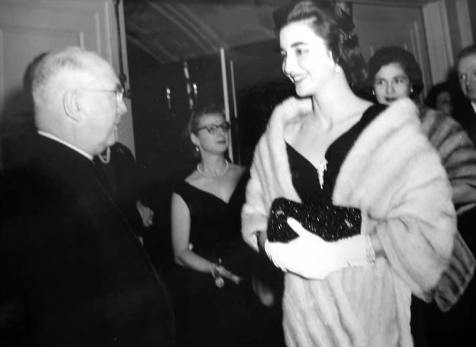
Hope Portocarrero de Somoza saluda al Cardenal Francis Spellman, durante una recepción en Nueva York,

Aunque John F. Kennedy era católico, Spellman apoyó a Richard Nixon en las elecciones presidenciales de Estados Unidos de 1960, debido a la oposición de Kennedy a la ayuda federal para las escuelas parroquiales y al nombramiento de un embajador de Estados Unidos ante la Santa Sede.
Su apoyo a Nixon puso fin a su amistad con Joseph P. Kennedy padre. Spellman había celebrado el matrimonio de sus hijos Robert y Ted Kennedy.
Creó varias escuelas católicas como la  cardenal Spellman High School en el Bronx,  en Quito y en Guayaquil.

### El peligro de la Revolución
Como miembro de su Consejo de Presidencia asistió al Concilio Vaticano II celebrado entre los años 1962 y 1965.
Desde su postura conservadora denuncia como el ala liberal predomina en las comisiones del Consejo. Se opuso a la introducción de la lengua vernácula en la Misa, argumentando: "La lengua latina, que es verdaderamente el lenguaje católico, es inmutable, no es vulgar, y tiene para muchos siglos sido el guardián de la unidad de la Iglesia de Occidente".
Participa en el cónclave de 1963, celebrado tras el fallecimiento de Juan XXIII, donde fue elegido papa el  San Pablo VI.
Cuando en 1964 se estrena en el Circuito de Broadway El vicario The Deputy, a Christian tragedy o The Representative, obra teatral de Rolf Hochhuth donde se critica la actuación de Pío XII durante el Holocausto,  Spellman la condena por "escandalosa profanación del honor de un gran y buen hombre."
El Vicario tuvo como objetivo minar la autoridad moral del Vaticano y su influencia en Occidente.
En cambio, el productor, Herman Shumlin, rebate las palabras del Spellman, por él consideradas una "amenaza calculada para conducir realmente una cuña entre los Cristianos y los Judíos".
Pese a manifestar su oposición a las manifestaciones del movimiento por los derechos civiles en Estados Unidos, declinó la solicitud de J. Edgar Hoover para condenar a Martin Luther King y financió el viaje de un grupo de sacerdotes de Nueva York y de las monjas que acudieron a las marchas de Selma a Montgomery en 1965.
Se opuso a la discriminación racial en la vivienda pública.
Padeció las excentricidades del jesuita Daniel Berrigan y de su hermano Philip quienes estuvieron en la lista de los 10 fugitivos más buscados por el FBI a causa de su participación en las protestas civiles contra la guerra del Vietnam, así como las del joven sacerdote melquita David Kirk.

### Johnson y Vietnam
En las elecciones presidenciales de 1964, Spellman apoyó a Lyndon B. Johnson, ya que con sus Leyes Higher Education Facilities Act y Economic Opportunity Act of 1964 había beneficiado a la Iglesia.
Acordó enviar sacerdotes a la República Dominicana para calmar los sentimientos antiestadounidenses tras la invasión de 1965.

El presidente Ngo Dinh Diem llega a Washington, 1957.

Se mostró partidario de la guerra de Vietnam, por lo que el conflicto llegó a ser conocido como "Guerra de Spelly" y el Cardenal como el "Bob Hope del clero".

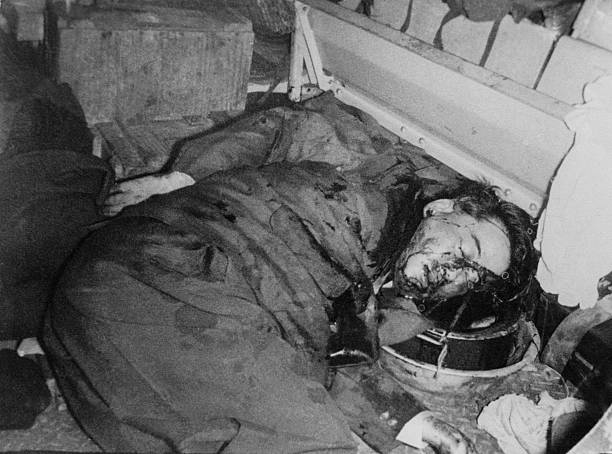
Diệm tras su asesinato el 2 de noviembre de 1963, luego de producirse el golpe de Estado que le derribó del poder.

Conoció a Ngo Dinh Diem en 1950 y, favorablemente impresionado por sus puntos de vista fuertemente católicos y anticomunistas, promovió su carrera apoyándole hasta su asesinato en 1963.
Temeroso de la expansión comunista en Vietnam, Spellman había instado a la intervención estadounidense tras la derrota francesa en la batalla de Dien Bien Phu, batalla que se libró en 1954 entre el Viet Minh, bajo el mando del General Võ Nguyên Giáp, contra el Cuerpo Expedicionario Francés en Extremo Oriente mandado por el general Henri Navarre.
En la década de 1960 sus opiniones al respecto fueron criticadas por los activistas e incluso por algunos líderes religiosos.
Cuando el papa Pablo VI visitó los Estados Unidos en octubre de 1965, reprendió indirectamente la postura dura de Spellman abogando por la paz ante las Naciones Unidas. Un grupo de estudiantes universitarios protestaron frente a su residencia en diciembre de 1965. Spellman pasó la Navidad de ese año con las tropas en Vietnam del Sur, donde en uno de sus discursos citó a Stephen Decatur: "Mi país, puede siempre estar en lo cierto, pero bien o mal, mi país".
Describió el conflicto como una "guerra por la civilización" y "guerra de Cristo contra el Vietcong y el pueblo de Vietnam del Norte".
En enero de 1967, los manifestantes contra la guerra interrumpieron una misa en la Catedral de San Patricio.
En 1967 fue galardonado con el Premio Sylvanus Thayer (Sylvanus Thayer Award) otorgado por la Academia Militar de Estados Unidos en West Point.

## Últimos días

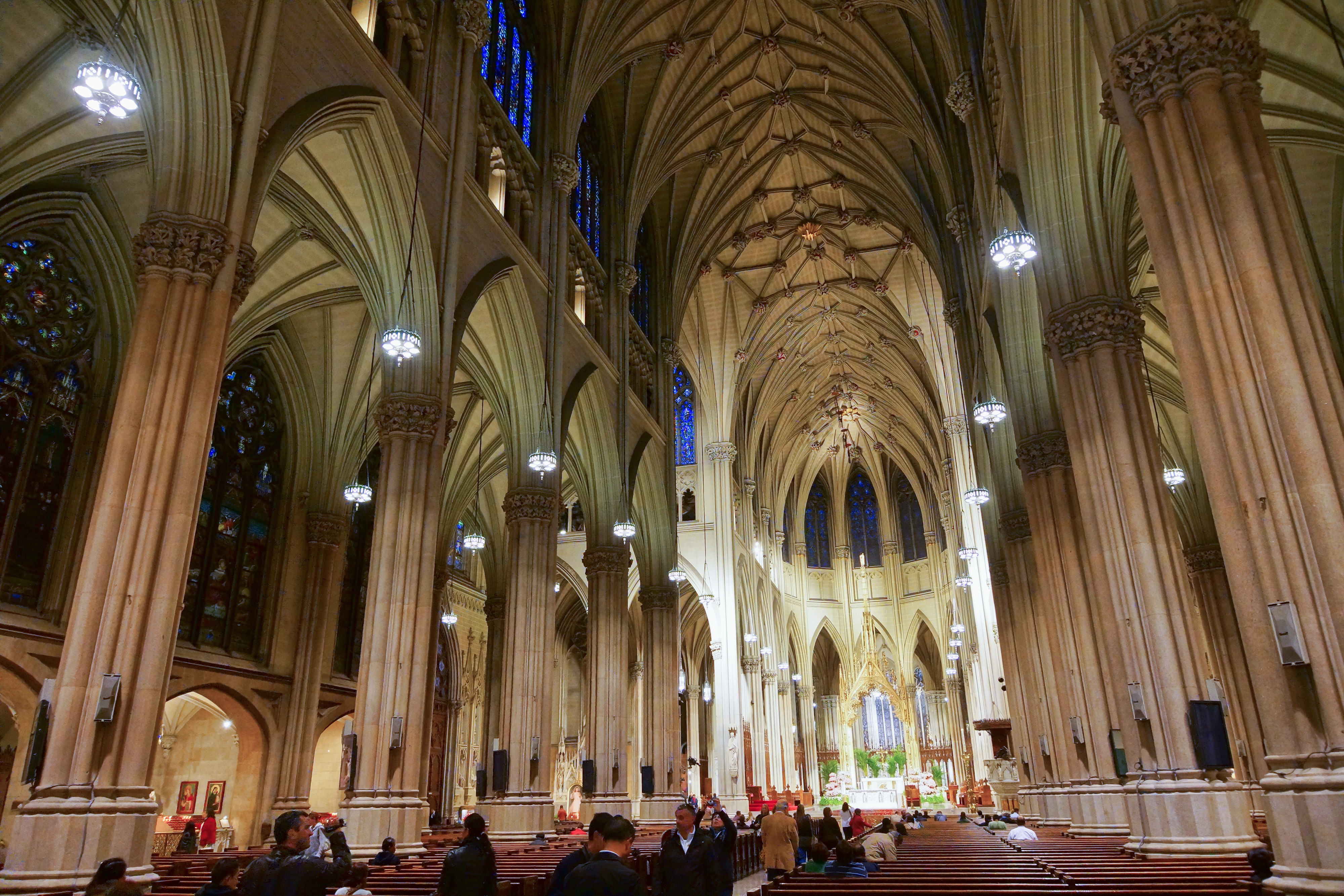
Interior de la Catedral de San Patricio.

En 1966, Spellman ofreció su renuncia al papa Pablo VI, después de que éste instituyera una política según la cual los obispos se jubilan a los 75 años, pero el papa le solicitó que permaneciera en su puesto. 
Dotó a su archidiócesis de numerosas iglesias, escuelas y hospitales.
Convenció a Pío XII de la necesidad de internacionalizar las inversiones, hasta entonces centradas en Italia. Por su habilidad financiera fue conocido como  "El Cardenal Moneybags".
Falleció en Nueva York a los 78 años de edad, tras haber ocupado la silla episcopal durante 28 años, siendo enterrado en la cripta situada bajo el altar mayor de la Catedral de San Patricio.
A su funeral acudieron, entre otros, Presidente Johnson, Vicepresidente Hubert Humphrey, Robert Kennedy, Jacob Javits, Nelson Rockefeller, John Lindsay, Arthur Goldberg y el Arzobispo Iakovos de América.

## Bibliografía

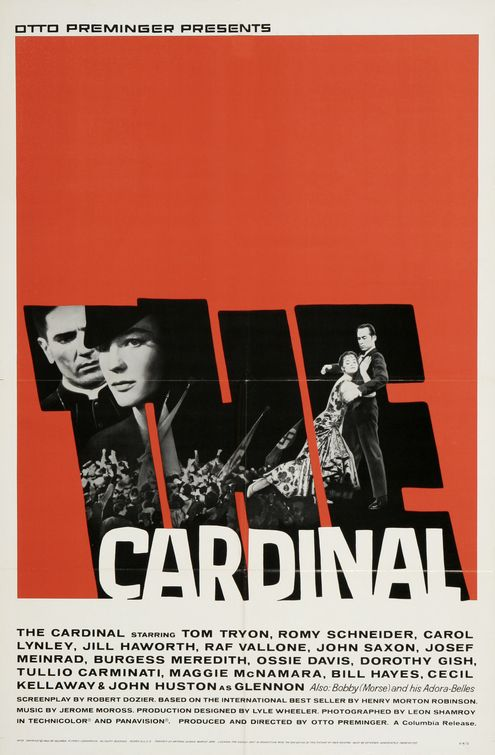
El Cardenal.